# NGC 659

NGC 659

NGC 659 هي مجرة تتبع كوكبة ذات الكرسي. اكتشفها كارولين هيرشل في 3 نوفمبر 1787.

## روابط خارجية
- NGC 659 على موقع ويكي سكاي: DSS2, SDSS, GALEX, IRAS, Hydrogen α, X-Ray, Astrophoto, Sky Map, Articles and images